# Todzie
Der Todzie (auch engl. Todze, Tordzie; zur Zeit Deutsch-Togos Todschië) ist ein Fluss in der Volta Region in Ghana.

## Verlauf
Er hat seine Quelle in den Akwapim-Bergen und bildet eine Weile den Grenzfluss zwischen Togo und Ghana. Etwa auf der geographischen Breite von Ho verlässt er den Grenzbereich und fließt östlich der Stadt Sogakofe in die Avu-Lagune (Avu Lagoon) des Volta-Deltas. Wie auch die deutlich größere Keta Lagoon im Südosten gehört sie zum Ramsar-Gebiet Keta Lagoon Complex.
Der Todzie erreicht eine Gesamtlänge von ca. 200 km.

## Hydrometrie
Die Durchflussmenge des Todzie wurde an der hydrologischen Station Todzienu bei dem größten Teil des Einzugsgebietes, über die Jahre 1965 bis 1990 gemittelt, gemessen (in m³/s; Werte aus Diagramm abgelesen).
Der Abfluss des Todzie hat stark abgenommen. Lag er in den Jahren 1958 bis 1968 bei 11 m³/s, ging er in den Jahren danach bis 1990 auf 8,2 m³/s zurück.